# ارتش دوم (لهستان)
ارتش دوم لهستان (لهستانی: Druga Armia Wojska Polskiego) ارتش میدانی زیرمجموعه ارتش خلق لهستان بود، که در سال ۱۹۴۴ تأسیس شد و در سال ۱۹۴۵ منحل گردید.
ارتش دوم یک واحد ارتش لهستان بود که در سال ۱۹۴۴ در اتحاد جماهیر شوروی به عنوان بخشی از ارتش خلق لهستان تشکیل شد. این سازمان در ماه اوت تحت فرماندهی ژنرال‌های کارول سوویرسفسکی و استانیسلاو پوپلاوسکی آغاز به کار کرد و تشکیلات تحت فرماندهی ژنرال سویرچفسکی در ژانویه ۱۹۴۵ وارد خدمت فعال شد. ارتش دوم در نبرد باوتزن طی ۲۲ تا ۲۶ آوریل ۱۹۴۵ متحمل خسارات سنگینی شد. متعاقباً، ارتش دوم بخشی از آخرین حمله بزرگ شوروی در جنگ جهانی دوم در اروپا، یعنی پیشروی به سمت پراگ، بود. در اوت ۱۹۴۵، بیشتر این تشکیلات برای ایجاد منطقه نظامی پوزنان مورد استفاده قرار گرفت.